# Beyond the Embrace
Beyond the Embrace ist eine US-amerikanische Melodic-Death-Metal-Band aus New Bedford, Massachusetts, die im Jahr 2000 gegründet wurde.

## Geschichte
Die Band wurde im Januar 2000 vom Sänger Shawn Gallagher und vom Gitarristen Oscar Gouveia gegründet. Als weitere Gitarristen kamen Jeff Saude und Alex Botelho hinzu, während Mike Bresciani das Schlagzeug und Adam Gonsalves den Bass spielte. Nachdem die Band ihr Debütalbum aufgenommen hatte, kam Kevin Camille als neuer Schlagzeuger zur Band. Der erste Tonträger erschien im Jahr 2002 bei Metal Blade Records unter dem Namen Against the Elements. Im Sommer desselben Jahres ging es zusammen mit Kataklysm, Divine Empire und Misery Index auf Tour. Im Mai 2003 spielte die Gruppe zudem in der zweiten Hälfte einer US-Tour von Opeth und Lacuna Coil. Diese Tour umfasste auch einen Auftritt auf dem New England Hardcore and Metal Festival in Worcester, Massachusetts. Im April des Folgejahres kam Chris Parlon als neuer Bassist zur Gruppe. Im selben Jahr erschien zudem das zweite Album Insect Song. Der Tonträger wurde von Ken Susi (Unearth) produziert. Die Aufnahmen fanden bei System Recordings in Ipswich, Massachusetts, vom 12. Dezember 2003 bis 9. Februar 2004 statt. Um das Album zu bewerben, ging es im Mai auf Tour als Vorgruppe für Prong. Die Auftritte in Baltimore und Binghamton musste jedoch aufgrund einer Rachenentzündung Gallaghers abgesagt werden. Im Sommer folgten dann weitere Auftritte zusammen mit Iced Earth und Trivium. Jedoch konnte die Gruppe erneut nicht alle Auftritte wahrnehmen, da sich Jeff Saude bei einem Festivalauftritt im Juli ein Bein brach. Saude verbrachte aufgrund eines Thrombus und einer Lungenentzündung zwei Wochen im Krankenhaus. Am 24. September begann in Charleston, West Virginia, eine Tour zusammen mit Byzantine und Children of Tragedy. Die Tour konnte jedoch wieder nicht von der Gruppe beendet werden, da der Tour-Van ausfiel, auch der Ersatzwagen sich in Reparatur befand und der Schlagzeuger wegen einer Infektion am Fuß ins Krankenhaus eingeliefert werden musste. Im März 2005 ging es zusammen mit Into Eternity, Single Bullet Theory und Amorphis auf Tournee, ehe im Juni weitere Konzerte zusammen mit Crisis und M.O.D. folgen sollten. Beyond the Embrace sagten ihre Teilnahme jedoch noch vor Beginn wieder ab. Nachdem die Band im September zusammen mit Therion aufgetreten war, trennte sie sich im November vom Schlagzeuger Kevin Camille, der im Folgemonat durch Steve Bolognese ersetzt wurde. Im März 2006 ging es zusammen mit Green Carnation auf US-Tournee. 2007 nahm die Band erneut am New England Metal and Hardcore Festival teil.

## Stil
Laut Marc Halupczok vom Metal Hammer spielt die Band eine Mischung aus melodischem Death- und Thrash-Metal. Im Interview mit Halupczok gab der Gitarrist Gouveia an, dass die Band durch Gruppen wie Metallica, Megadeth, Slayer, Testament, In Flames und Soilwork beeinflusst wurde. Das Album Insect Song beschreibe die Sicht des Sängers Gallaghers auf die menschliche Rasse. Laut ihm sind wir alle „Arbeitsbienen oder Drohnen, die im Gleichtakt marschieren“. Durch den Einsatz von drei Gitarrist verspricht man sich live eine bessere Dynamik.
Petra Schurer vom Metal Hammer beschrieb die Gitarrenarbeit auf Against the Elements als eine Mischung aus alten Alben von Iron Maiden und neueren von In Flames. In Liedern wie The Bending Sea arbeite die Gruppe moderne Thrash-Metal-Einflüsse ein. Laut Matthias Mineur vom Metal Hammer gibt es auf Insect Song eine Mischung aus harten Riffs und eingängigen Melodien. Der Gesang erinnere an den von Peter Wagner, wobei der derbe Gesang auch mit Grunts versehen sei.

## Diskografie
- 2000: Demo 2000 (Demo, Eigenveröffentlichung)
- 2001: Beyond the Embrace (Demo, Eigenveröffentlichung)
- 2002: Against the Elements (Album, Metal Blade Records)
- 2004: Insect Song (Album, Metal Blade Records)